# Félix Barderas Sierra
Félix Barderas Sierra (nascut el 6 d'octubre de 1943), conegut comunament com a Felines, és un futbolista espanyol retirat que va jugar d'extrem esquerre i que posteriorment ha fet d'entrenador de futbol.
La seva carrera està relacionada principalment amb el Rayo Vallecano, on va acumular 366 partits de lliga i 37 gols al llarg de 13 campanyes.

## Carrera com a jugador
Nascut a Pedro Bernardo, Àvila, Castella i Lleó, Felines es va incorporar al Rayo Vallecano el 1965 després de jugar només a futbol amateur a Madrid, i va debutar professionalment el 5 de setembre, jugant els 90 minuts complets en una victòria a casa per 3-0 contra El CD Badajoz al campionat de Segona Divisió. El seu primer gol a la categoria va arribar el 28 de novembre, el primer d'un èxit a casa davant el CF Calvo Sotelo, amb el mateix resultat.
Felines va aparèixer regularment amb el Rayo en les campanyes següents, marcant set gols, el millor de la seva carrera, la 1972–73 i assolint l'ascens a la Lliga la 1976–77 després de participar en tots els partits de lliga. Va debutar a la categoria principal del futbol espanyol el 13 de novembre de 1977, entrant com a substitut final en una victòria a casa per 3-1 contra l'Sporting de Gijón.
Felines es va jubilar el juny de 1978, als 34 anys.

## Carrera com a entrenador
Poc després de la seva retirada, Felines va ser nomenat entrenador del Rayo Vallecano B el 1979, sent també entrenador interí de l'equip principal en una derrota per 0-7 fora de casa contra el Reial Madrid el 3 de febrer de 1980. Després de les estades al Getafe Deportivo i al Real Avila CF, va tornar al Rayo l'any 1987, ara com a entrenador permanent del primer equip.
Felines va portar el club a un impressionant segon lloc a la campanya 1988–89 a segona, però va ser acomiadat el gener de 1990 després d'una mala temporada a la general de primera divisió. Poc després va ser nomenat entrenador del Racing de Santander, aconseguint un altre ascens el 1991.
Després de dos anys al Talavera CF, Felines es va tornar a incorporar al Rayo per una tercera temporada, però el seu regnat només va durar dos mesos. Posteriorment va tornar a Talavera, perdent-se per poc els play-off en dues temporades consecutives.
Felines va reprendre posteriorment la seva carrera a Segona Divisió B i Tercera Divisió, dirigint la UD Marbella, CF Fuenlabrada, CD Guadalajara, Real Balompédica Linense i Getafe CF. Amb aquest últim va aconseguir l'ascens al segon nivell l'any 2002, però va ser rellevat de les seves funcions el 19 de gener de 2003.
L'agost de 2003 Felines va ser nomenat al capdavant de Badajoz, però va ser acomiadat el febrer de l'any següent. Només sis anys després va tornar a la banqueta, amb el seu antic club del Talavera.